# Pita pitverda
La pita pitverda (Pitta reichenowi) és una espècie d'ocell de la família dels pítids (Pittidae) que habita els boscos de l'Àfrica, des del Camerun fins a Uganda i la República Democràtica del Congo.